# Manga deportivo

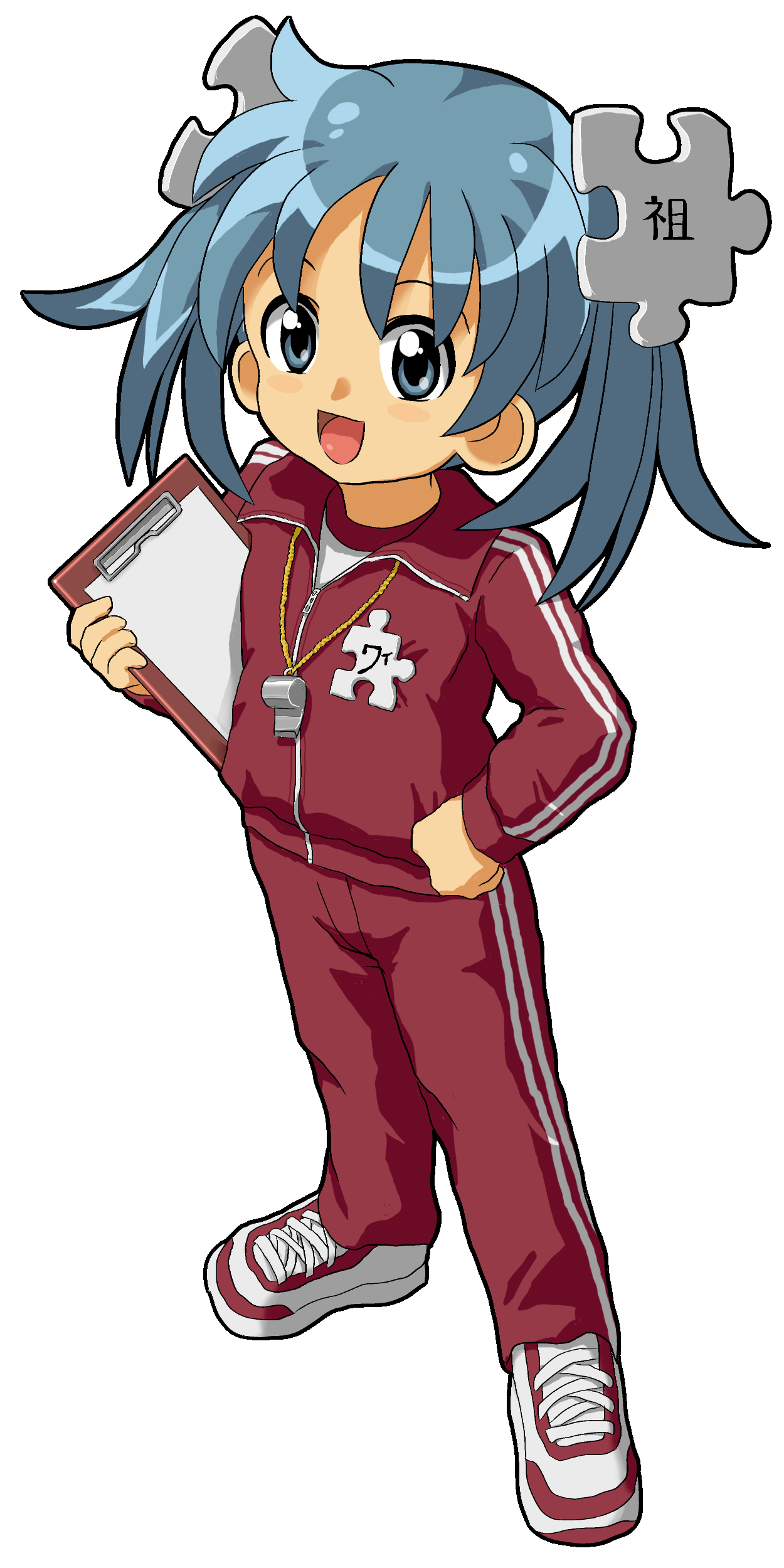
Personaje Japonés con vestimenta deportiva.

El manga deportivo (japonés: スポーツ漫画) es un género de manga y anime japonés que se centra en historias relacionadas con los deportes y otras actividades atléticas y competitivas. El género adquirió una visibilidad significativa durante los Juegos Olímpicos de Verano de 1964 en Tokio y posteriormente. Considerado uno de los géneros más populares del manga y el anime, se atribuye al manga deportivo la introducción de nuevos deportes en Japón y la popularización de los ya existentes.

## Características

### Narrativa
El elemento central de una serie de manga deportiva es la representación de un deporte específico. El género incluye una amplia gama de deportes de origen japonés y no japonés, entre los que se encuentran los deportes de gran popularidad (por ejemplo, el béisbol, el fútbol americano, el ciclismo), deportes de nicho y esotéricos comparables (por ejemplo, las carreras ilegales, la gimnasia rítmica, el tenis de mesa, el baloncesto en silla de ruedas) y otras actividades y pasatiempos ampliamente competitivos (por ejemplo, el billar, el shogi, el mahjong, el go).
Una fórmula popular para las historias de manga de deportes es spo-kon, un portavoz de "deportes" y "konjō" (lit. "agallas" o "determinación"). En estas historias, un héroe de un trasfondo a menudo trágico resuelve de niño convertirse en el "mejor del mundo" en un deporte, y se entrena para aumentar su aptitud. El héroe a menudo trata de emular a su padre, o de alcanzar una meta que su padre no pudo lograr. A menudo, el héroe se entrena bajo la tutela de un entrenador o figura paterna que es duro e implacable en sus métodos de entrenamiento; el "entrenador oni" o "entrenador diabólico" es un personaje común en esas historias. Otras fórmulas comunes de historias incluyen personajes de underdog que logran el éxito frente a las abrumadoras probabilidades, y aficionados que descubren inesperadamente que están naturalmente dotados para un deporte.
El manga deportivo es un género popular entre los jóvenes lectores, en particular los lectores de shōnen manga (cómics para chicos). La estructura típica de una historia de manga deportivo es una que es fácilmente entendida por el público más joven: el conflicto se sublima en un evento deportivo, se genera un clímax a través de la acción del deporte y el conflicto termina con una línea de meta literal o metafórica. El escritor Paul Gravett señala que "al final, un héroe del manga deportivo está destinado a ganar o a perder bien, así que la emoción viene de leer cómo supera todos los retos con determinación y honestidad". 

### Temas y Estilo
En Manga! Manga! The World of Japanese Comics, el autor Frederik L. Schodt argumenta que el manga deportivo se distingue de los cómics deportivos americanos y europeos en su enfoque en temas inspirados en el bushido y en material temático que utiliza los deportes como "una metáfora del esfuerzo humano y la prueba del espíritu". Los temas comunes en el manga deportivo incluyen la amistad, la perseverancia, el trabajo en equipo, la deportividad, la resistencia, la superación de obstáculos, el autosacrificio y el supokon-kei (o supōtsu-konjō-kei), que se traduce literalmente como "la fuerza de voluntad en el género deportivo".
El género se caracteriza además por sus representaciones muy estilizadas de la acción de los deportes, tales como trazados discordantes, líneas de velocidad, efectos de sonido, figuras borrosas y en cortocircuito, y encuadres de estilo cinematográfico. A la adaptación del anime para televisión de 1968 de Kyojin no Hoshi se le atribuye el haber sido pionera en muchos "efectos especiales" que ahora son comunes en el anime, tales como paradas de tiempo, ralentizaciones, primeros planos extremos, y el estrechamiento de la pantalla en momentos de gran dramatismo.
El descompressive storytelling es una técnica común de narración de historias que se utiliza en los mangas deportivos para aumentar el drama y el suspenso, con juegos o eventos individuales que frecuentemente duran cientos de páginas. La serie de manga Slam Dunk se caracteriza por presentar una temporada de baloncesto de cuatro meses en la escuela secundaria a lo largo de seis años de historias seriadas semanales.
- Datos: Q11313192